# Jindřich Vavrla
Jindřich Vavrla (* 12. února 1967 Ostrava, Československo) je bývalý československý zápasník, reprezentant v zápase řecko-římském. V roce 1992 startoval na olympijských hrách v Barceloně, kde v kategorii do 62 kg vypadl ve druhém kole. V roce 1989 obsadil sedmé a v roce 1991 deváté místo na mistrovství světa. Třikrát se stal mistrem Československa.